# 社会派SF
社会派SFは、サイエンス・フィクションのサブジャンルの1つで、科学技術やスペースオペラのような活劇ではなく、人間社会についての社会学的考察を中心としている作品を指す。言い換えれば社会派SFは「人類学を吸収し議論し」人間の振る舞いや人間関係について思索する。
架空の社会の探究はサイエンス・フィクションの最も興味深い点の一つであり、予言的なもの（H・G・ウェルズ、ストルガツキー兄弟の The Final Circle of Paradise）、警告的なもの（『華氏451度』）、現代社会を批判したもの（アレクサンドル・グロモフ）、現在の解決策を提示したもの（スキナーの『心理学的ユートピア』）、もう1つの社会を描いたもの（ストルガツキー兄弟の Noon Universe シリーズ）、倫理的原則の意味を探究したもの（セルゲイ・ルキヤネンコ）などがある。

## 英語圏
このジャンルのルーツの1つとして、ユートピア小説やディストピア小説などの社会考察があり、それらは社会派SFというジャンルの極端な例と見なされる。
初めて社会的な主題を扱ったSFを書いた作家の1人としてH・G・ウェルズが挙げられ、『タイム・マシン』(1895) では階級格差が広がっていった結果として、人類が2つの種（エロイとモーロック）に分かれた遠未来の世界を描いている。エロイの幸福で牧歌的な社会はモーロックを必要としているが、同時にモーロックはエロイを餌食としている。ウェルズの『今より三百年後の社会』(1899, 1910) は、技術的には進歩したが非民主的で血なまぐさい20世紀の時代精神を予言していた。エドワード・ベラミーの小説『顧みれば』(1888) は、当時の3大ベストセラーの1つとなった重要なユートピア小説である。
アメリカ合衆国では1940年代、ロバート・A・ハインラインやアイザック・アシモフによってそれまでのガジェットやスペースオペラとは一線を画した傾向が生まれた。特にアシモフは自身の作品を "social science fiction" （社会派SF）と称した。アメリカではこの40年代の動きを指す以外で社会派SFという言葉を使うことは少ないが、現代のSFの主流はその流れを汲んでいる。社会派SFとされる40年代の作品として以下のものがある。
- アイザック・アシモフ 「夜来たる」(1941)
- アイザック・アシモフ 『ファウンデーションシリーズ』 (1942-)
- ロバート・A・ハインライン 「もしこのまま続けば（英語版）」(1940)
- ロバート・A・ハインライン 『未知の地平線（英語版）』(1942)
- ジョージ・R・スチュワート（英語版） 『大地は永遠に（英語版）』(1949)

よく知られているディストピア小説の多くは、現実社会から示唆を受けて生まれている。オルダス・ハクスリーの『すばらしい新世界』(1932)、ジョージ・オーウェルのソビエト連邦を風刺した『動物農場』(1945) と西側世界を風刺した『1984年』(1949) などがある。エヴゲーニイ・ザミャーチンが1921年に書いた小説『われら』はソビエト連邦における「合理主義が人情に勝つ」状況を予見していたといえる。ペレストロイカ以前はソ連国内では出版されなかったが、西側では早くから出版されていたため、ハクスリーやオーウェルにも影響を及ぼした。マッカーシズムの思想弾圧はレイ・ブラッドベリの『華氏451度』(1953) に影響を与えた。
ジョン・ウィンダムの『さなぎ』(1955) は、テレパシーを持つ子どもたちが主人公で、そのような異質なものが排除される社会を描いている。ロバート・シェクリイの『ロボット文明』(1960) は、善と悪の価値観が逆転した文明を描いている。
1960年代以降になると、ハーラン・エリスン、ブライアン・オールディス、アーシュラ・K・ル＝グウィンらが現実社会を反映した小説を書いた。エリスンの主題は高まる軍事主義への抵抗だった。ル＝グウィンは『闇の左手』(1969) で奇妙な性的関係を探究した。カート・ヴォネガットの『スローターハウス5』(1969) はタイムトラベルというSFの小道具を使い、反戦、倫理、社会学などのテーマを描いている。フレデリック・ポールの《ゲイトウェイ》シリーズ (1977-2004) は、社会派SFとハードSFの融合である。L・ネイル・スミスの The Probability Broach (1981) や Pallas (1993) は、ありえないもう1つの未来を描き、リバタリアニズムの社会がどのように見えるかを描いている。
キム・スタンリー・ロビンソンは、オレンジカウンティ三部作 (1984, 1988, 1990) で3つの異なる未来社会を描いた。
L・E・モデシット・ジュニアの《レクルース・サガ》(1991-) ではSFとファンタジーを融合させており、社会派SFにもなっている。このシリーズは、科学技術が高度に発達した文化と原始的な文化が不本意な転移によって出会い、変化していく様を描いている。性、倫理、経済、環境、政治などをテーマとしており、主人公の視点で世界を描いている。
ドリス・レッシングは2007年、ノーベル文学賞を受賞した。主流文学の作家として知られているが、『生存者の回想』(1974)、Briefing for a Descent into Hell (1971)、《アルゴ座のカノープス》シリーズ (1974-1983)、The Cleft (2007) といった社会派SF作品も書いている。

## 東側諸国
ソビエト連邦時代のSFは共産主義のイデオロギーに同意しないと、発禁処分などの重大な結果を招くことになり、ヨシフ・スターリンの時代には死刑、レオニード・ブレジネフの時代には強制労働や精神病院送りということもあった。そのため日和見的な作品もあり、体制に忠実な作品、アレクセイ・トルストイの『アエリータ』(1923) や『ガーリン技師の双曲線』(1926) もあり、イデオロギーとは無縁な幸福な未来を描いた作品（キリール・ブルィチョフやイワン・エフレーモフの作品）もあるが、ミハイル・ブルガーコフ、エフゲニー・シュワルツ、ストルガツキー兄弟のように微妙なバランスをとって自身の見解を曲げずにかつ表現の自由を奪われないように奮闘した作家もいる。
1920年代に活動したアンドレイ・プラトーノフとエヴゲーニイ・ザミャーチンの作品は、ソ連国内ではペレストロイカの時代まで出版されなかった。
ソビエト連邦で次にSFが隆盛を迎えたのは、ニキータ・フルシチョフによる自由化と科学技術の推進、特に宇宙開発の推進が始まったころである。
1957年、イワン・エフレーモフが書いたユートピア小説『アンドロメダ星雲』(1957) は遠未来の宇宙文明を描いているが、その文化の多くは古代の芸術からとられている。エフレーモフは他に、文明の発達する道の狭さを強調した『アレクサンドロスの王冠』(1963) やディストピア小説の『丑の刻』(1968) がある。
東側の社会派SFで最も有名な作品（群）としてストルガツキー兄弟の Noon Universe があり、創造的な仕事が最も高く評価される共産主義の未来世界を描いている。しかしユートピアとは程遠く、リアルな人々が描かれている。1963年からのフルシチョフの現代芸術・文学への批判に対して、ストルガツキー兄弟は「我々にとって共産主義は自由と創造性の世界だったが、彼らにとっては社会であり、そこで人々は党と政府のあらゆる方針に即座にそして喜んで従うものと見なされていた」と述べている。このことは『神様はつらい』(1963) に影響している。
1968年のプラハの春の弾圧により、ストルガツキー兄弟が抱いていたソビエト連邦への期待は完全に打ち砕かれた。Noon Universe の別の小説『収容所惑星』(1969) ではソビエト連邦をほのめかすような惑星が舞台となっていて、主人公は宇宙船が難破してその惑星に不時着し、レジスタンスに身を投じる。
映画『不思議惑星キン・ザ・ザ』は異星を舞台としており、資本主義、階級差別、文化的中道主義をからかったコメディである。
東側諸国では、現実の状況に意見表明する強力な手段として社会派SFが書かれるようになった。共産主義では批判は全く許されないが、SFとして別世界の話にすることで共産主義者の目を逃れる可能性があった。1980年代のポーランド人民共和国ではこのジャンルが「社会学的ファンタジー」と呼ばれ、一般に全体主義の政府に支配された社会がどうなるかを描いていた。主な作家としては、ヤヌシュ・ザイデル、エドモンド・ヴヌク＝リピンスキー、アダム・ヴィシニェフスキ＝スネルグ、マレク・オラムスがいる。このジャンルの作品では時代設定を現代以外（通常は未来）にし、その社会の構造を分析して述べているが、それが現実社会へのあてつけになっている。1989年の東欧革命後、東側諸国でも西側並みに現実社会への批判が公然とできるようになり、ラファウ・ジェムキェヴィチに代表されるようにこのジャンルの作家のほとんどがポリティカル・フィクション作家となった。

### ソビエト連邦崩壊後
共産主義への反動がロシアで支配的だったのはほんの数年間だった。したがって、その種の作品は数少ないが、以下のような例がある。
- ストルガツキー兄弟はソビエト連邦の崩壊前後に Devil amongst people（英語版） (1991) と Search for designation or Twenty seventh theorem of ethics（英語版） (1994) という作品を出版しており、ソ連時代の悲劇を描いている。
- エフゲニー・ルーキン（英語版）[4]の2000年の小説 Scarlet Aura of the Archcommunist は、1990年代ロシアの政治家と彼らのPR合戦を皮肉ったものである。
- ヴャチェスラフ・ルイバコフ（英語版）の2003年の小説 In the adjacent year in Moscow は、ロシアが小国に分裂した病んだ世界を描いている。

ヴィクトル・ペレーヴィンはロシアの地で消費者資本主義の重要な研究を行い、1999年にロシアの「野生的資本主義」を描いた Generation "П" を出版。2006年にも同じテーマを追求し、人々の思いを富へと駆りたてるこの情勢を「トップ不明の独裁制」として描いた Empire V を出版した。
1991年にKGBが解散したため、SFにおける反体制的傾向も変化した。セルゲイ・ルキヤネンコの Spectrum (2002) の主人公はFSBに協力していてトラブルを好まないが、半ば皮肉を言いながらトラブルに飛び込んで行く。情報機関が支配する社会では市民がないがしろにされるが、民主主義では脅威に敏感に対応できないという考え方が示されている。アレクサンドル・グロモフの2部作 Soft Landing と Year of the Lemming にも同様の考え方が出てくる。
政治的意味合い抜きで純粋に様々な社会システムを探究する社会派SFも多数の作家が書いており、アレクサンドル・グロモフ、セルゲイ・ルキヤネンコ、マリナ・アンド・セルゲイ・ディアシェンコなどがいる。ある意味で、これらの作家は19世紀ロシア文学の人間中心の伝統を現代の主題と散文に生かし続けているともいえる。

## 日本
小松左京の作品は社会派SFとされることがある。
また石ノ森章太郎の漫画作品のいくつかもそう呼ばれることがある。